# Ahmad Ahmad
Ne pas confondre avec Ahmad Ahmad (d), professeur de médecine et ministre de la santé dans le Gouvernement Ntsay.
Ahmad Ahmad, né le 30 décembre 1959 à Mahajanga, Madagascar, est un homme politique malgache et un dirigeant international de football.
Il est le président de la Confédération africaine de football, et vice-président de la FIFA du 17 mars 2017 au 12 mars 2021.
Le 8 mars 2021, à l'issue d'un litige judiciaire avec la FIFA, il est suspendu par le Tribunal arbitral du sport de toute activité liée au football pour une période de deux ans assortie d'une amende pour avoir enfreint plusieurs articles du code d'éthique de la FIFA.

## Biographie

### Origines et formation
Ahmad Ahmad naît à Madagascar, dans la ville de Mahajanga, le 30 décembre 1959. Enfant, il se passionne pour le sport en général et le football en particulier, qu’il pratique entre autres disciplines.
Il est élevé dès l’âge de huit mois par ses grands-parents dont il est très proche. Alors qu’il vit avec eux à Tambohorano, ces derniers lui apprennent l’agriculture, l’élevage et le commerce.
En 1972, il obtient son CEPE à l’école primaire de Tambohorano, puis son BEPC en 1976 et un baccalauréat A en 1979 au lycée de Maintirano. De 1979 à 1981, Ahmad Ahmad suit un cours préparatoire en droit public et privé.
C’est à ce moment qu’il choisit de se consacrer à sa passion pour le sport : en 1981, il entre à l’École normale supérieure de Madagascar, à l’Université d'Antananarivo, au sein de la filière d’Éducation physique et sportive (EPS) dont il sortira diplômé d’une Maitrise en 1986.
En 2006, après avoir poursuivi son cursus à l’Université Claude-Bernard-Lyon-I de Lyon, Ahmad Ahmad obtient un Master 2 en Sport Management, spécialité « Management des Organisations Sportives ».
En 2018, il devient Docteur Honoris Causa en Droit à l’Université du Ghana.
Parallèlement à ses études, Ahmad Ahmad s’engage dans le football, et passe ses diplômes d’entraîneur auprès de la Fédération malgache de football (FMF), obtenant la certification d’Entraineur Fédéral de 3e Degré.

### Carrière politique et sportive à Madagascar (1986 – 2017)
Ahmad Ahmad commence sa carrière au Collège de Tambohorano (1986-1988) et au lycée de Mahajanga (1988-1989) où il est professeur d’Éducation Physique et Sportive (EPS). En 1989, il devient entraineur à l’AC Sotema, le club de football de Mahajanga.
En 1988, il s’engage dans la vie politique locale, devenant chef du service des sports de la Ville de Mahajanga jusqu’en 1993. Dans le même temps, il est Conseiller Technique Régional de football.
Après un an en tant que Directeur de la Population et du développement social au Ministère de la Population (1993-1994), Ahmad Ahmad est nommé au Gouvernement malgache, Secrétaire d'État chargé des sports (1994-1995).
Il est ensuite conseiller technique à l’Assemblée Nationale (1995-1996), puis directeur de cabinet du ministre de la Pêche et des Ressources Halieutiques (1996-1998). En 1998, il est nommé président de la société d’État SOMACODIS, poste qu’il occupera jusqu’en 2003.
Ahmad Ahmad est élu président de la Fédération malgache de football (FMF) en 2003, et devient membre du Comité Exécutif de la Confédération Africaine de Football la même année.
Il sert de nouveau le Gouvernement malgache entre 2014 et 2016 lorsqu’il est nommé ministre de la Pêche et des ressources halieutiques. Il quitte ces fonctions en 2016, lorsqu’il est nommé sénateur de Madagascar, vice-président du Sénat par le président de Madagascar Hery Rajaonarimampianina.
En novembre 2016, Ahmad Ahmad, par le biais de la Fédération malagasy de football, dont il est président depuis 2003, présente sa candidature pour la Présidence de la Confédération africaine de football (CAF), la plus haute instance continentale. À cette occasion, il affronte le Camerounais Issa Hayatou, qui occupe le poste depuis 1988.

### Présidence de la Confédération africaine de football
Le 17 mars 2017, lors de l’assemblée générale de la CAF à Addis Abeba (Éthiopie), l’année du 60e anniversaire de l’institution, Ahmad Ahmad remporte l’élection en obtenant 34 voix sur 54 votants. Il est élu président de la Confédération africaine de football et, de fait, vice-président de la FIFA.
Ayant mis fin à 29 années d’une même présidence ininterrompue, Ahmad Ahmad et son équipe ont présenté un programme de rupture, intitulé « Ensemble pour le changement », qui repose sur quatre piliers principaux : la transparence de la Confédération, une gouvernance ouverte et moderne, la transformation de l’institution et l’augmentation des revenus du football africain.
Les premiers mois de son mandat sont salués, sa volonté réformatrice étant régulièrement soulignée.
Dès 2017, à la suite du Symposium de Rabat (Maroc), Ahmad Ahmad propose au Comité Exécutif de la CAF de réformer le format des compétitions africaines de football, et notamment la plus importante d’entre elles : la Coupe d’Afrique des Nations. Le nouveau format est accepté, et mis en œuvre dès l’édition 2019, en Égypte, avec un nombre élargi de participants et l’introduction de la VAR pour assister l’arbitrage. Grâce à cela, des nations africaines participent pour la première fois à la plus prestigieuse compétition continentale, et ont la possibilité de se mesurer aux meilleures équipes d’Afrique.
Concernant la transformation de la Confédération africaine de football, Ahmad Ahmad met en place un nouvel organigramme, et une nouvelle structure est créée pour l’ensemble de l’organisation afin d’être plus efficace et proche des standards internationaux de gouvernance.
Les contrats marketing et de sponsoring sont également évalués afin d’augmenter les revenus de la CAF et lui permettre d’investir dans le développement du football. Ainsi, la CAF décide de mettre fin à un accord avec Lagardère signé sur 12 ans par le prédécesseur d’Ahmad Ahmad, et qui était jugé « financièrement dangereux pour la CAF » par la COMESA, et probablement délictueux vis-à-vis des règles de concurrence.
Cependant, en 2019, face aux difficultés internes rencontrées par le Comité Exécutif de la Confédération Africaine de Football pour mener ses réformes, Ahmad Ahmad entreprend une démarche inédite, en sollicitant un partenariat de six mois avec la FIFA, accepté par Gianni Infantino, le président de l’organisation internationale, pour faire assister et auditer la CAF. Certains dirigeants de football du continent critiqueront cette démarche en la qualifiant de « mise sous tutelle ». Le partenariat prend fin en février 2020, et la CAF utilisera ses bons résultats pour présenter un nouveau plan de réformes : « Transform CAF 2021 ».
Le 8 juin 2020, Ahmad Ahmad honore une nouvelle promesse de campagne en obtenant l’accord de la Chambre des Représentants d’Égypte pour la signature d’un accord de siège entre l’État Egyptien et la CAF valable 10 années. Celui-ci permet à l’organisation continentale de football de bénéficier d’un statut d’organisation internationale non-gouvernementale, et des avantages attenants.
Le football féminin connaît également un développement historique sous la Présidence d’Ahmad Ahmad. En mars 2018, à Marrakech (Maroc), la CAF organise le premier Symposium sur le football féminin afin de mettre en place de premières mesures de développement. En juillet 2020, la CAF annonce le lancement d’une stratégie de développement du football féminin baptisée « It’s time it’s now » qui repose sur cinq piliers principaux : le développement, les compétitions, le marketing et la promotion, la professionnalisation et le leadership ainsi que l'impact social.
Le 5 juillet 2020, le Comité Exécutif de la CAF annonce que sur proposition d’Ahmad Ahmad, la Ligue des Champions Féminine sera créée dès 2021 : il s’agit de la première compétition féminine organisée à l’échelle de la Confédération. Le 10 septembre, il est annoncé que la première édition réunira huit équipes.
Entre 2017 et 2020, les subventions versées par la Confédération Africaine de Football aux Clubs, Fédérations Nationales et Unions Zonales ont très largement augmenté, permettant de développer les compétitions et les infrastructures, notamment pour la formation des jeunes.
Après quatre années de présidence, le 24 octobre 2020, 46 présidents des 54 associations membres de la CAF appellent Ahmad Ahmad à présenter sa candidature pour un second mandat.
Le 28 octobre 2020, par le biais d’une interview donnée à la BBC et à Jeune Afrique, Ahmad Ahmad annonce qu’il sera candidat à sa réélection le 17 mars 2021. Cependant, à la suite de sa suspension par le TAS, il ne peut se présenter à l'élection. Le magnat minier et milliardaire sud-africain Patrice Motsepe, seul candidat, lui succède alors en tant que Président de la CAF sur fond d'accusation d'ingérence de Gianni Infantino, Président de la FIFA,.

### Controverses
Le 6 juin 2019, il est entendu par l’Office central de lutte contre la corruption et les infractions financières et fiscales (OCLCIFF) à Paris alors qu'il assistait au congrès de la FIFA. La CAF est soupçonnée d’avoir favorisé la société Tactical Steel pour la signature d'un contrat d'équipement pour le Chan 2018, tout en rompant le pré-accord déjà signé avec Puma. Il ressort libre et sans mise en examen à l’issue de son audition.
Des accusations d'agression sexuelles envers une ancienne employée de la Confédération africaine de football ont été portées contre lui par l'ancien Secrétaire Général de la CAF, Amr Fahmy. Ces accusations ont été démenties et aucune plainte n'a été déposée.
Le 23 novembre 2020, la Chambre de jugement de la FIFA prononce contre lui « une interdiction de toute activité relative au football (administrative, sportive et autre) aux niveaux national et international pour une durée de cinq ans [à la suite d'] une enquête sur diverses questions liées à la gouvernance de la CAF, dont l’organisation et le financement d’un pèlerinage à La Mecque (Oumra), ses accointances avec l’entreprise d’équipement sportif Tactical Steel »". L'instance l'a jugé coupable d'avoir enfreint les articles 15 (devoir de loyauté), 25 (abus de pouvoir) de l'édition 2020 du Code d'éthique de la Fédération internationale de football, ainsi que l'article 28 (détournement de fonds) de son édition 2018. La sanction est assortie d'une amende de 200 000 francs suisses (185 000 €).
Le 25 novembre 2020, en réaction à cette peine, Ahmad Ahmad annonce faire appel devant le Tribunal arbitral du sport (TAS). Le vendredi 29 janvier 2021, le TAS annonce suspendre la décision de la Chambre de jugement de la FIFA. Ahmad Ahmad redevient alors Président de la CAF jusqu'au 12 mars 2021, date à laquelle le TAS rend sa décision définitive : il est déclaré innocent dans le dossier Tactical Steel, partiellement coupable (décision non unanime du TAS) concernant l'opportunité d'avoir accepté l'invitation de pèlerinage à La Mecque, et coupable de plusieurs éléments comptables non ou mal sourcés. En conséquence, le TAS allège la peine prononcée à son encontre par la Chambre de jugement de la FIFA, en le suspendant de toute activité liée au football pour une durée de deux ans, assorti d'une amende de 45 000 euros.

### Autres activités
- 1989 : Fondateur des 1ers régionaux à Madagascar (jeux de Melaky)[2]
- 1988-1993 : Secrétaire Général Adjoint de la Ligue de Football de Mahajanga
- 2000-2003 : Vice-président de la Fédération Malagasy de Handball
- 2000-2003 : Vice-président de la Fédération Malagasy de Sport pour tous
- 2000-2003 : Membre de la Fédération Internationale de Cinéma et Télévision Sportive
- 2005-2011 : Vice-président du Comité Olympique Malagasy
- 2003-2017 : Professeur de législation et marketing sportif à l’Académie Nationale des Sports

### Séminaires et recherches
- 1986 : Mémoire d’études sur « La contribution des Activités Physiques et Sportives dans la lutte anti-drogue en milieu adolescent »[2]
- 1993 : Mise en place de la commission de la population à l’OUA - Addis Abeba
- 1993 : Conférence Nationale pour la mise en place des études sur les ONG à Madagascar (Financement Banque Mondiale)
- 1994 : Conférence Internationale sur la population et le développement – Le Caire
- 2003 : Président du Comité de Réflexion sur le Football malgache
- 2006 : Mémoire d'études sur « Quel Plan stratégique pour une fédération nationale de football autonome dans un pays en voie de développement »